# Christian Wood
Christian Marquise Wood (Long Beach, 27 de setembro de 1995) é um jogador norte-americano de basquete profissional que atualmente joga pelo Los Angeles Lakers da National Basketball Association (NBA).
Ele jogou basquete universitário na Universidade de Nevada (Las Vegas) e não foi selecionado no Draft da NBA de 2015. Ele jogou profissionalmente pelo Philadelphia 76ers, Charlotte Hornets e Milwaukee Bucks na NBA e no Delaware 87ers, Greensboro Swarm e no Wisconsin Herd da G League.

## Carreira no ensino médio
Wood frequentou a Knight High School em Palmdale, Califórnia, antes de se transferir para a Findlay College Prep em Henderson, Nevada, antes de se formar.
Em Findlay, ele ajudou a equipe a vencer 54 jogos consecutivos. Wood foi classificado como o 36º melhor jogador na classe de 2013 (8° em sua posição) pela Rivals.

## Carreira na faculdade
Wood jogou na Universidade de Nevada (Las Vegas) de 2013 a 2015. Como calouro, ele jogou em 30 jogos e teve média de 4,5 pontos, 3,2 rebotes, 0.3 assistências e 1.0 bloqueios em 13.0 minutos. Em seu segundo ano, ele jogou em 33 jogos e obteve média de 15,7 pontos, 10,0 rebotes, 1.3 assistências e 2,7 bloqueios em 32.7 minutos. Após a temporada, ele se declarou para o Draft da NBA de 2015.

## Carreira profissional

### Philadelphia 76ers / Delaware 87ers (2015–2016)
Wood não foi selecionado no Draft de 2015 e, posteriormente, ingressou no Houston Rockets para a Summer League de 2015.
Em 27 de setembro de 2015, ele assinou com o Philadelphia 76ers. Em 28 de outubro, ele estreou nos 76ers, registrando dois rebotes em cinco minutos em uma derrota para o Boston Celtics. Durante sua temporada de estréia, ele jogou vários jogos no Delaware 87ers da G-League. Em 4 de janeiro de 2016, ele foi dispensado pelos 76ers.
Em 6 de janeiro de 2016, Wood foi adquirido pelo Delaware 87ers. Em 4 de março, ele voltou aos 76ers, assinando um contrato de 10 dias com a equipe. No entanto, sua passagem durou apenas três dias, quando ele foi dispensado em 7 de março. Dois dias depois, ele foi readquirido por Delaware. Em 27 de março, ele assinou outro contrato de 10 dias com os 76ers. Em 7 de abril, ele assinou com os 76ers pelo resto da temporada.
Em julho de 2016, Wood voltou aos 76ers para a Summer League de 2016.

### Charlotte Hornets e Greensboro Swarm (2016–2017)
Em 14 de julho de 2016, Wood assinou contrato com o Charlotte Hornets. Em 7 de novembro, ele estreou pelos Hornets na vitória por 122-100 sobre o Indiana Pacers, registrando dois rebotes em três minutos. Durante sua temporada de estreia, ele ele jogou vários jogos no Greensboro Swarm da G-League.
Após sua segunda temporada na NBA, Wood se juntou ao Dallas Mavericks e ao Phoenix Suns para a Summer League de 2017 em Orlando e Las Vegas, respectivamente. Wood ajudaria os Mavericks a vencer o título da Liga de Verão em Orlando naquele ano.
Em 9 de agosto de 2017, Wood assinou com o Fujian Sturgeons da Associação Chinesa de Basquete. No entanto, antes mesmo de jogar um jogo oficial, ele seria dispensado para a equipe contratar Mike Harris. Wood voltou ao Delaware 87ers naquele mesmo ano.

### Milwaukee Bucks (2018–2019)
Em 14 de agosto de 2018, Wood assinou com o Milwaukee Bucks. Ele foi dispensado em 18 de março de 2019, depois de jogar 13 jogos.

### New Orleans Pelicans (2019)
Em 20 de março de 2019, Wood foi contratado pelo New Orleans Pelicans.
Devido a partida de Nikola Mirotic e Anthony Davis expressando seu desejo de ser negociado e subsequente redução no tempo de jogo e descanso ocasional, Wood teve a oportunidade de obter minutos substanciais pela primeira vez em sua carreira. Em 24 de março, ele estreou na equipe registrando 7 pontos em 8 minutos de jogo. Em 9 de abril, ele registrou 26 pontos e 10 rebotes em uma derrota por 112-103 para o Golden State Warriors.
Ele foi dispensado pelos Pelicans em 15 de julho de 2019.

### Detroit Pistons (2019 – Presente)
Ele foi contratado pelo Detroit Pistons em 17 de julho de 2019.

## Estatísticas

### NBA

#### Temporada regular
| Ano      | Time                        | PJ | MPJ  | AP   | 3P   | LL   | RT  | AS | BR | TO  | PPJ  |
| -------- | --------------------------- | -- | ---- | ---- | ---- | ---- | --- | -- | -- | --- | ---- |
| 2015–16  | Philadelphia 76ers          | 17 | 8.5  | .415 | .364 | .619 | 2.2 | .2 | .3 | .4  | 3.6  |
| 2016–17  | Charlotte Hornets           | 13 | 8.2  | .522 | .000 | .733 | 2.2 | .2 | .2 | .5  | 2.7  |
| 2018–19  | Milwaukee Bucks             | 13 | 4.8  | .480 | .600 | .667 | 1.5 | .2 | .0 | .0  | 2.8  |
| 2018–19  | New Orleans/Detroit Pistons | 8  | 23.6 | .533 | .286 | .756 | 7.9 | .8 | .9 | 1.3 | 16.9 |
| Carreira | Carreira                    | 51 | 11,2 | .487 | .281 | .693 | 3,4 | .3 | .3 | 0.5 | 6,5  |

### G-League

#### Temporada regular
| Ano      | Time       | PJ  | MPJ  | AP   | 3P   | LL   | RT   | AS  | BR  | TO  | PPJ  |
| -------- | ---------- | --- | ---- | ---- | ---- | ---- | ---- | --- | --- | --- | ---- |
| 2015-16  | Delaware   | 32  | 28.8 | .529 | .253 | .707 | 9.4  | 0.6 | 0.9 | 1.1 | 17.3 |
| 2016-17  | Greensboro | 18  | 30.0 | .506 | .235 | .725 | 10.1 | 1.1 | 0.4 | 2.6 | 19.6 |
| 2017-18  | Delaware   | 45  | 33.1 | .541 | .321 | .796 | 10.4 | 2.2 | 1.1 | 1.8 | 23.3 |
| 2018-19  | Wisconsin  | 28  | 35.3 | .559 | .265 | .756 | 14.1 | 2.4 | 1.1 | 2.2 | 29.3 |
| Carreira | Carreira   | 123 | 32.0 | .539 | .281 | .758 | 10.9 | 1.7 | 1.0 | 1.8 | 22.6 |

### Universitário
| Ano      | Time     | PJ | MPJ  | AP   | 3P   | LL   | RT   | AS  | BR  | TO  | PPJ  |
| -------- | -------- | -- | ---- | ---- | ---- | ---- | ---- | --- | --- | --- | ---- |
| 2013-14  | UNLV     | 30 | 13.0 | .410 | .220 | .800 | 3.2  | 0.3 | 0.3 | 1.0 | 4.5  |
| 2014-15  | UNLV     | 33 | 32.7 | .497 | .284 | .736 | 10.0 | 1.3 | 0.3 | 2.7 | 15.7 |
| Carreira | Carreira | 63 | 23.3 | .477 | .261 | .747 | 6.8  | 0.8 | 0.3 | 1.9 | 10.4 |

Fonte:

## Prêmios e Homenagens
NBA
- Campeão da Copa NBA: 2023